# Torneo Nacional Interprovincial 2018
El Torneo Nacional Interprovincial 2018 fue un torneo de fútbol boliviano organizado por la Federación Boliviana de Fútbol con representantes de las provincias de los departamentos de Bolivia, el torneo se desarrolló en las sedes de Vinto y Trópico en el departamento de Cochabamba, entre el 19 de julio y el 24 de julio de 2018. El torneo se desarrolló en dos series; cuayos respectivos ganadores: Juventud Unida, del Departamento de Tarija y Universitario de Vinto, del Departamento de Cochabamba resultaron los ganadores consiguiendo así un pase a la Copa Simón Bolívar.

## Formato
En este torneo solamente pueden participar clubes, equipos o selecciones de fútbol de las Provincias de Bolivia que no estén afiliados a sus respectivas Asociaciones Departamentales, y a sí mismo, sus jugadores no deben estar inscritos en dichas Asociaciones por el lapso anterior de 1 año, esto con el fin de promocionar jugadores de las provincias de Bolivia.

## Datos del equipo
El representante del departamento de Pando no participó del torneo.
| Equipo           | Municipio         | Provincia       | Departamento |
| ---------------- | ----------------- | --------------- | ------------ |
| Dep. Trópico     | Puerto Villarroel | Carrasco        | Cochabamba   |
| 24 de Septiembre | Portachuelo       | Sara            | Santa Cruz   |
| Real Monteagudo  | Monteagudo        | Hernando Siles  | Chuquisaca   |
| Challapata       | Challapata        | Abaroa          | Oruro        |
| The Strongest    | Guayaramerín      | Vaca Díez       | Beni         |
| Juventud Unida   | Yacuiba           | Gran Chaco      | Tarija       |
| Alianza Colquiri | Colquiri          | Inquisivi       | La Paz       |
| Universitario    | Vinto             | Quillacollo     | Cochabamba   |
| Gremio           | Llallagua         | Rafael Bustillo | Potosí       |

## Fase de grupos

### Serie de Trópico

#### Tabla de posiciones
| Pos. | Equipo                   | Pts. | PJ | PG | PE | PP | GF | GC | Dif. |
| ---- | ------------------------ | ---- | -- | -- | -- | -- | -- | -- | ---- |
| 01.º | Juventud Unida (Tar)     | 7    | 3  | 2  | 1  | 0  | 6  | 2  | 4    |
| 02.º | The Strongest (Beni)     | 7    | 4  | 2  | 1  | 1  | 7  | 5  | 2    |
| 03.º | 24 de Septiembre (SC)    | 5    | 3  | 1  | 2  | 0  | 7  | 6  | 1    |
| 04.º | Real Monteagudo (Chu)    | 3    | 3  | 1  | 0  | 2  | 3  | 4  | −1   |
| 05.º | Deportivo Trópico (Cbba) | 0    | 3  | 0  | 0  | 3  | 0  | 6  | −6   |

|  | Clasificado a la final y al Nacional B. |

#### Evolución de posiciones
| Equipo / Fecha             | 01 | 02 | 03 | 04 | 05 |
| -------------------------- | -- | -- | -- | -- | -- |
| The Strongest (Beni)       | 1  | 4  | 1  | 2  | -  |
| 24 de Septiembre (S. Cruz) | 2  | 3  | 3  | 3  | -  |
| Real Monteagudo (Chu)      | 3  | 2  | 4  | 4  | -  |
| Deportivo Trópico (Cbba)   | 4  | 5  | 5  | 5  | -  |
| Juventud Unida (Tja)       | 5  | 1  | 2  | 1  | -  |

#### Resultados
Los horarios son correspondientes al horario de Bolivia (UTC-4).
| 24 de Septiembre         | 2 - 1 | Real Monteagudo   | Chimoré | 19 de julio | 13:30 |
| The Strongest            | 2 - 0 | Deportivo Trópico | Chimoré | 19 de julio | 15:30 |
| Descansa: Juventud Unida |       |                   |         |             |       |

| The Strongest              | 0 - 2 | Juventud Unida  | Shinaota | 20 de julio | 13:30 |
| Deportivo Trópico          | 0 - 2 | Real Monteagudo | Shinaota | 20 de julio | 15:30 |
| Descansa: 24 de Septiembre |       |                 |          |             |       |

| Real Monteagudo             | 0 - 2 | The Strongest  | Chimoré | 21 de julio | 13:30 |
| 24 de Septiembre            | 2 - 2 | Juventud Unida | Chimoré | 21 de julio | 15:30 |
| Descansa: Deportivo Trópico |       |                |         |             |       |

| The Strongest             | 3 - 3 | 24 de Septiembre | Shinaota | 22 de julio | 13:30 |
| Deportivo Trópico         | 0 - 2 | Juventud Unida   | Shinaota | 22 de julio | 15:30 |
| Descansa: Real Monteagudo |       |                  |          |             |       |

| Juventud Unida          | 4 - 1 | Real Monteagudo  | Chimoré | 23 de julio | 13:30 |
| Deportivo Trópico       | -     | 24 de Septiembre | Chimoré | 23 de julio | 15:30 |
| Descansa: The Strongest |       |                  |         |             |       |

### Serie Vinto (Cbba)

#### Tabla de posiciones
| Pos. | Equipo                        | Pts. | PJ | PG | PE | PP | GF | GC | Dif. |
| ---- | ----------------------------- | ---- | -- | -- | -- | -- | -- | -- | ---- |
| 01.º | Universitario de Vinto (Cbba) | 9    | 3  | 3  | 0  | 0  | 9  | 2  | 7    |
| 02.º | Deportivo Challapata (Oru)    | 6    | 3  | 2  | 0  | 1  | 7  | 4  | 3    |
| 03.º | Alianza Colquiri (LP)         | 1    | 3  | 0  | 1  | 2  | 5  | 7  | −2   |
| 04.º | Gremio (Pot)                  | 1    | 3  | 0  | 1  | 2  | 6  | 14 | −8   |

|  | Clasificado a la final y al Nacional B. |

#### Evolución de posiciones
| Equipo / Fecha                | 01 | 02 | 03 | 04 |
| ----------------------------- | -- | -- | -- | -- |
| Universitario de Vinto (Cbba) | 1  | 1  | 1  | -  |
| Challapata (Oru)              | 2  | 2  | 2  | -  |
| Alianza Colquiri (Lpz)        | 3  | 3  | 3  | -  |
| Gremio (Pot)                  | 4  | 4  | 4  | -  |

#### Resultados
Los horarios son correspondientes al horario de Bolivia (UTC-4).A
| Alianza Colquri        | 1 - 2 | Challapata | Hipólito Lazarte | 19 de julio | 12:00 |
| Universitario de Vinto | 6 - 1 | Gremio     | Hipólito Lazarte | 19 de julio | 15:00 |

| Gremio                 | 3 - 3 | Alianza Colquiri | Hipólito Lazarte | 20 de julio | 12:00 |
| Universitario de Vinto | 1 - 0 | Challapata       | Hipólito Lazarte | 20 de julio | 15:00 |

| Challapata             | 5 - 2 | Gremio           | Hipólito Lazarte | 22 de julio | 8:30  |
| Universitario de Vinto | 2 - 1 | Alianza Colquiri | Hipólito Lazarte | 22 de julio | 10:30 |